# 哈尔伯施塔特
哈尔伯施塔特（德語：Halberstadt，發音：[ˈhalbɐˌʃtat] ⓘ）是德国萨克森-安哈尔特州哈茨县的城市，也是哈茨县的县治，面积142.98平方千米，2023年12月31日人口为40,069人。